# Obernai
Obernai je občina v departmaju Bas-Rhin francoske regije Alzacija.
Leta 1990 je v občini živelo 9 610 oseb oz. 373 oseb/km².

## Zanimivosti
Leta 1997 je tu umrl slovenski sociolog, politik in filmski kritik Darko Bratina.